# 缘毛薹草
缘毛薹草（学名：Carex craspedotricha）为莎草科薹草属下的一个种。分布于泰国北部以及中国大陆的福建、湖南、江西、浙江、河南、广东等地，生长于海拔300米的地区，多生长在水边湿地以及湿草地，目前尚未由人工引种栽培。

## 扩展阅读
- 維基物種上的相關：缘毛薹草